# Heino Finkelmann
Heino Finkelmann (* 12. Februar 1945 in Gronau (Leine)) ist ein deutscher Chemiker. Er war von 1984 bis 2010 Professor für Makromolekulare Chemie der Albert-Ludwigs-Universität Freiburg und gilt als Mitentdecker flüssigkristalliner Elastomere.

## Leben
Heino Finkelmann studierte im Ingenieur-Studiengang für Chemie an der Naturwissenschaftlich-Technische Akademie Isny. Ende der 1960er arbeitete er für Unilever und BP in Hamburg. 
Ein 1969 begonnenes Chemie-Studium an der Technische Universität Berlin schloss er 1972 mit Diplom ab. Unter Horst Stegemeyer erforschte er Flüssigkristalle und zog mit Stegemeyer an die neugegründete Universität Paderborn. Hier promovierte Finkelmann 1975 mit seiner Arbeit über Synthese, Phasenverhalten und Ordnungszustand von flüssigkristallinen Seitenkettenpolymeren mit nematischer und cholesterischer Phase. Es folgte ein dreijähriger Postdocaufenthalt bei Helmut Ringsdorf an der Johannes Gutenberg-Universität Mainz, bei dem er die Forschung von Flüssigkristallen mit der Polymerchemie verband.
Von 1978 bis 1984 habilitierte er an der Technischen Universität Clausthal unter Günther Rehage. Im Anschluss trat Finkelmann 1984 den Lehrstuhl für Makromolekulare Chemie der Uni Freiburg in Nachfolge von Gerhard Wegner an, den er bis 2010 innehatte. In diese Zeit fiel die Generalsanierung des Institutsgebäudes bis 1998 und die Würdigung des Instituts als Historische Stätte der Chemie durch Gesellschaft Deutscher Chemiker (GDCh) und American Chemical Society (ACS) 1999 aufgrund der Wirken von Hermann Staudinger als Vater der makromolekularen Chemie. Finkelmann war Mitglied des Freiburger Materialforschungszentrums (FMF).
Seine Forschung umfasst Seitenketten- und Hauptketten-Flüssigkristallpolymere und Lyotrope flüssigkristalline Polymersysteme sowie besonders flüssigkristallinen Elastomeren. Seine Arbeiten befassen sich mit der thermischen und elektrisch-induzierten Kristallinität in Polymersystemen und betrachten sowohl das theoretische Verständnis, als auch die Synthese sowie die Geräteentwicklung.
Finkelmann ist verheiratet und Vater zweier Söhne. Seine Hobbys umfassen Luftfahrt und Motorradfahren.

## Auszeichnungen und Ehrungen
- 1984: Carl-Duisberg-Gedächtnispreis der Gesellschaft Deutscher Chemiker (GDCh)[9]
- 2000: Gay-Lussac-Humboldt-Preis[5]
- 2003: CMD Europhysics Prize der European Physical Society, gemeinsam mit Mark Warner für die Entdeckung von Flüssigkristall-Elastomeren.[3][5]
- 2004: Ehrendoktor der Universität Toulouse[5]
- 2006: G.W. Gray Medal (nach George William Gray) der British Liquid Crystal Society[3][10]